# Satwas
Satwas è una suddivisione dell'India, classificata come nagar panchayat, di 10.919 abitanti, situata nel distretto di Dewas, nello stato federato del Madhya Pradesh. In base al numero di abitanti la città rientra nella classe IV (da 10.000 a 19.999 persone).

## Geografia fisica
La città è situata a 22° 31' 60 N e 76° 40' 60 E e ha un'altitudine di 302 m s.l.m..

## Società

### Evoluzione demografica
Al censimento del 2001 la popolazione di Satwas assommava a 10.919 persone, delle quali 5.665 maschi e 5.254 femmine. I bambini di età inferiore o uguale ai sei anni assommavano a 2.023, dei quali 1.055 maschi e 968 femmine. Infine, coloro che erano in grado di saper almeno leggere e scrivere erano 5.177, dei quali 3.319 maschi e 1.858 femmine.